# Хуманитарна награда Џин Хершолт
Хуманитарна награда Џин Хершолт (енгл. Jean Hersholt Humanitarian Award) награда је која се додељује на додели Оскара за хумнитарни рад. Награда је добила име по глумцу Џину Хершолту.

## Списак добитника
- 1956 (29): Ј. Френк Фриман
- 1957 (30): Самјуел Голдвин
- 1959 (32): Боб Хоуп
- 1960 (33): Сол Лесер
- 1961 (34): Џорџ Ситон
- 1962 (35): Стив Бројди
- 1965 (38): Едмонд Л. Депати
- 1966 (39): Џорџ Бангал
- 1967 (40): Грегори Пек
- 1968 (41): Марта Реј
- 1969 (42): Џорџ Џесел
- 1970 (43): Френк Синатра
- 1972 (45): Розалинд Расел
- 1973 (46): Лу Восерман
- 1974 (47): Артур Б. Крим
- 1975 (48): Џулс Стајн
- 1977 (50): Чарлтон Хестон
- 1978 (51): Лио Џефи
- 1979 (52): Роберт Бенџамин
- 1981 (54): Дени Кеј
- 1982 (55): Волтер Мириш
- 1983 (56): М. Џ. Франкович
- 1984 (57): Дејвид Л. Волпер
- 1985 (58): Чарлс „Бади” Роџерс
- 1989 (62): Хауард В. Кох
- 1992 (65): Одри Хепберн †
- 1992 (65): Елизабет Тејлор
- 1993 (66): Пол Њумен
- 1994 (67): Квинси Џоунс
- 2001 (74): Артур Хилер
- 2004 (77): Роџер Мајер
- 2006 (79): Шери Лансинг
- 2008 (81): Џери Луис
- 2011 (84): Опра Винфри
- 2012 (85): Џефри Каценберг
- 2013 (86): Анџелина Џоли
- 2014 (87): Хари Белафонте
- 2015 (88): Деби Рејнолдс